# Atibaia
Atibaia este un oraș în São Paulo (SP), Brazilia. 